# امیرارسلان نامدار
امیرارسلان نامدار یکی از داستان‌های عامیانهٔ زبان فارسی است، که ظاهراً در دوران ناصرالدین‌شاه ساخته و پرداخته شده است. این داستان گونه‌ای تاریخی دارد و پرداختی بر شرایط فرهنگی و تاریخی دوران سلجوقی، جنگ‌های صلیبی، فتوحات و منش رفتاری ارسلان‌بن‌داوود و فرزندش ملکشاه دارد، که در قالب شخصیت امیر ارسلان و پدرش ملکشاه نمایان می‌شود و از دید اندیشه‌ در راستای نبرد مسلمانان با مسیحیان (جنگ‌های صلیبی) است. به مرور زمان شکل این داستان تغییر کرده و به ژانری داستانی و رمانس مذهبی-عاشقانه با بن‌مایه‌های سحر و جادو تبدیل شده است و مسلماً پیش از گردآوری آن در دوران ناصرالدین‌شاه، قسمت‌های مهمی از این اثر در میان بخشی از مردم نوشته یا نانوشته روایت می‌شده است.
در مورد نقال این داستان ابهام وجود دارد، ممکن است یکی ازین دو، احمد نقیب‌الممالک یا محمدعلی نقیب‌الممالک نقالی این داستان برعهده داشته باشند. این داستان را نقیب‌الممالک، قصه گوی ناصرالدین‌شاه قاجار برای وی می‌گفت و در این هنگام، فخرالدوله، دختر ناصرالدین شاه پشت در نیمه باز اتاق خواجه سَرایان می‌نشست و ماجراها را بادقت مکتوب می‌کرد و برای آن‌ها نقاشی می‌کشید. داستان امیرارسلان این‌گونه برجا مانده‌است. دو داستان دیگر نقیب الممالک عبارت‌اند از «داستان‌های ملک جمشید» و «زرین ملک (ملک بهمن)». در جای جای متن کتاب شعرهای متنوعی آمده که حس خوبی را به خواننده منتقل می‌کند. از روی کتاب فیلمی هم در دههٔ ۱۳۳۰ ساخته شد که بسیار پرفروش بود و یک سال بر پردهٔ سینماها بود.

## امیرارسلان نامدار در دیگر زبان‌ها
در سال ۱۹۸۶ یوشیکی تاناکا داستان‌نویس مشهور ژاپنی امیرارسلان نامدار را به ژاپنی بازنویسی کرد. این کتاب Arslan Senki アルスラーン戦記 به معنی افسانه قهرمانی ارسلان (Heroic Legend of Arsalan) یکی از پرفروش‌ترین کتاب‌های داستانی ژاپن شد و بعدها سریال انیمه‌{arsalan senki} از روی آن ساختند که البته هیچ شباهتی با داستان ارسلان ندارد و به نظر تنها از اسم ارسلان استفاده شده.ا.

## چهره‌های داستان امیرارسلان
نام اشخاص داستان امیرارسلان بدین شرح است:
- ارسلان
- آصف وزیر
- الماس خان ایلچی فرنگ
- الماس خان داروغه
- الهاک دیو
- الیاس فرنگی
- امیر هوشنگ
- امیرارسلان نامدار
- پاپ اعظم
- پاپاس شاه فرنگی
- پطرس شاه
- پیر زاهد
- خدیو مصر
- خواجه طاووس و کاووس
- خواجه فیروز تاجر
- خواجه نعمان
- خواجه یاقوت
- دیو قلعهٔ سنگباران
- ریحانهٔ جادو
- سام خان فرنگی
- سلیمان پیغمبر
- سهیل وزیر
- شمس وزیر
- شیر گویا
- فرخ‌لقا
- فرهاد غلام
- فولادزره
- قمر وزیر
- کاردان وزیر
- گوهرتاج
- مادر فولادزره
- ماه منیر
- مرآت جنی
- مرجانه بانو
- ملک اقبال شاه
- ملک التجار
- ملک ثعبان
- ملک جان شاه
- ملک خازن
- ملک شاپور
- ملک شاهرخ شاه
- ملک فیروز
- ملک لعل شاه
- ملک شاه رومی
- منظر بانو
- همسر ملکشاه

## خلاصه داستان
ملک‌شاه رومی در جنگ با سلاطین متجاوز کشته می‌شود. همسر باردارش می‌گریزد و با خواجه نعمان تاجر مصری آشنا می‌شود و ازدواج می‌کند. چندی بعد فرزندی را که از ملک‌شاه در شکم دارد به دنیا می‌آورد و نامش را امیرارسلان می‌گذارند. امیرارسلان پسر بسیار زیبا و شجاعی است که همه دوستش دارند. سال‌ها بعد وقتی امیرارسلان پی می‌برد که پدرش ملک‌شاه بوده، به روم لشکر می‌کشد تا تاج و تخت پدر را بازپس گیرد و در همین لشکرکشی عکس فرخ‌لقا دختر پطرس خان فرنگی را می‌بیند و یک دل نه صد دل عاشق او می‌گردد و به جستجویش رهسپار فرنگ می‌شود. شاه فرنگ دو وزیر ماهر در رمل و اسطرلاب به نام شمس وزیر و قمر وزیر دارد که شمس با امیرارسلان موافق و قمر مخالف است. بر اثر شرارت‌های قمر وزیر، فرخ‌لقا به دست دیوان و عفریت‌ها گرفتار می‌شود و امیرارسلان راهی نجات او از سرزمین جادو می‌گردد و… شرح جنگ‌های امیرارسلان با فولادزره و ریحانه جادو و… را داریم. ریحانه و مرجانه و سهیل از شخصیت‌های منفی کتاب هستند.